# Nyridela chalciope
Nyridela chalciope är en fjärilsart som beskrevs av Jacob Hübner 1827. Nyridela chalciope ingår i släktet Nyridela och familjen björnspinnare. Inga underarter finns listade i Catalogue of Life.